# 矢上城
矢上城（やがみじょう）、または中田加賀守館（なかたかがのかみやかた）は、神奈川県横浜市港北区日吉4丁目にあったとされる戦国時代の日本の城。

## 概要
東急東横線日吉駅のある高台（日吉台）が、「蝮谷」と呼ばれる谷に切られて細く突き出た場所が曲輪跡と伝わり、現在は慶應義塾高校の野球場となっている。城主は中田氏と伝えられ、一族の「中田加賀守」は小机衆として後北条氏に仕え、矢上付近に3万石相当の土地のほか井田城を領有したが、1590年（天正18年）の小田原城落城時に憤死し、麓の保福寺に葬られたという。
野球場やテニスコートなどの慶應義塾大学の施設が建設されているため、城遺構の残り具合は不明だが、1954年（昭和29年）に中田氏の子孫が建てた「保福寺開基・中田加賀守累代墳墓之地供養塔」が残る。